# William Tombleson

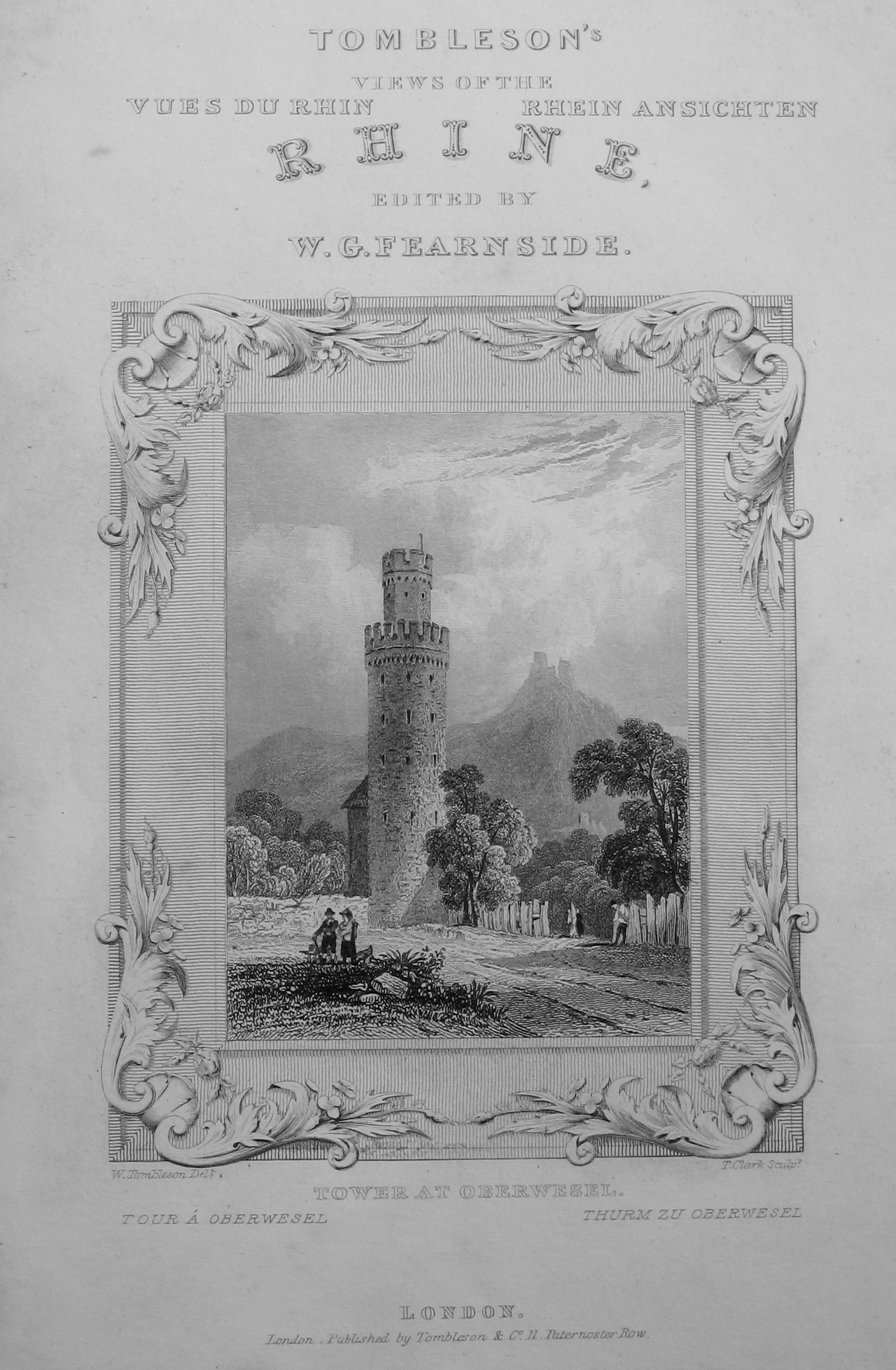
Views of the Rhine

William Tombleson (* 1795; † um 1846) war ein englischer Zeichner, Kupfer- und Stahlstecher, Autor und Verleger in London.

## Leben und Werk
Tombleson gab 1822 Wiener Ansichten nach Zeichnungen des Robert Batty heraus. Bekannt wurde er vor allem für seine Landschaftsdarstellungen und -beschreibungen: In den 1830er Jahren publizierte er eine beachtliche Zahl von Stahlstichen und verschiedene Bücher mit malerischen Ansichten des Ober- und Mittelrheins sowie Stiche mit Motiven der Themse und des südostenglischen Flusses Medway.
Tombleson zeichnete für den ersten Band seines Reiseführers „Views of the Rhine“ „…von Köln bis Mainz“ 69 Ansichten, die, „graviert in der neuesten Kunst, durch die ausgezeichnetsten Künstler“, in dreisprachig titulierte Stahlstiche übertragen wurden. Der Band enthielt daneben zwei großformatige Landkarten und erschien 1832 in London bei William Gray Fearnside, Tombleson & Co.
Zeitgleich ist eine französische Übersetzung datiert: Diese nennt im Serientitel den deutschen Drucker und Verleger Creuzbauer in Karlsruhe. Trotz dieser Angaben und des Kontaktes 1832 von Tombleson mit Johann Gabriel Friedrich Poppel aus Karlsruhe kennt die British Library nur eine 1834 erschienene deutschsprachige Ausgabe von Tombleson’s Rhein-Ansichten durch den Buchhändler und Verleger Adolf Asher.
William Tombleson lieferte in Zeiten der Rheinromantik die besten Vorlagen für Mittelrhein-Darstellungen, die über Jahrzehnte zur Fundgrube der Kopisten wurden. Zu den Stechern, die seine Werke als Vorlagen nutzten, gehörten unter anderem Thomas Clark, John Cleghorn, T. Cox, R. Harris, W. Hood, J. Howe, W. Lacey, O. Smith, Shenfield, J. Stokes, D. Thompson, W. Watts, R. Wilson und Henry Winkles. Die in den Jahren zwischen 1830 und 1832 erschienenen zwei anderen Buchausgaben waren „The Upper Rhine“ mit Titelvignette, 68 Ansichten und Faltkarte, sowie „The Thames“ mit Titelvignette, 79 Ansichten und Panorama.

## Galerie

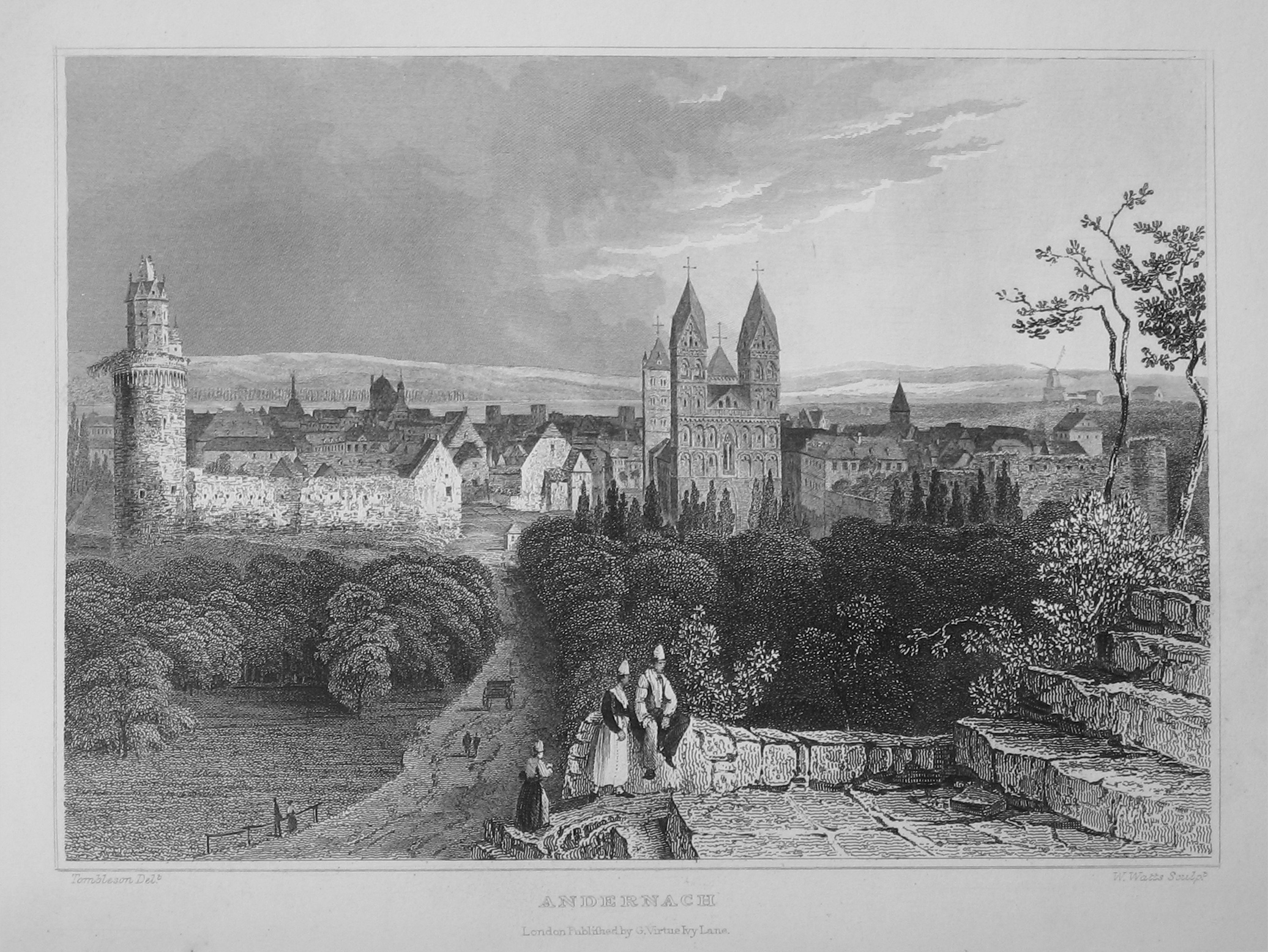
Andernach, Runder Turm, Dom
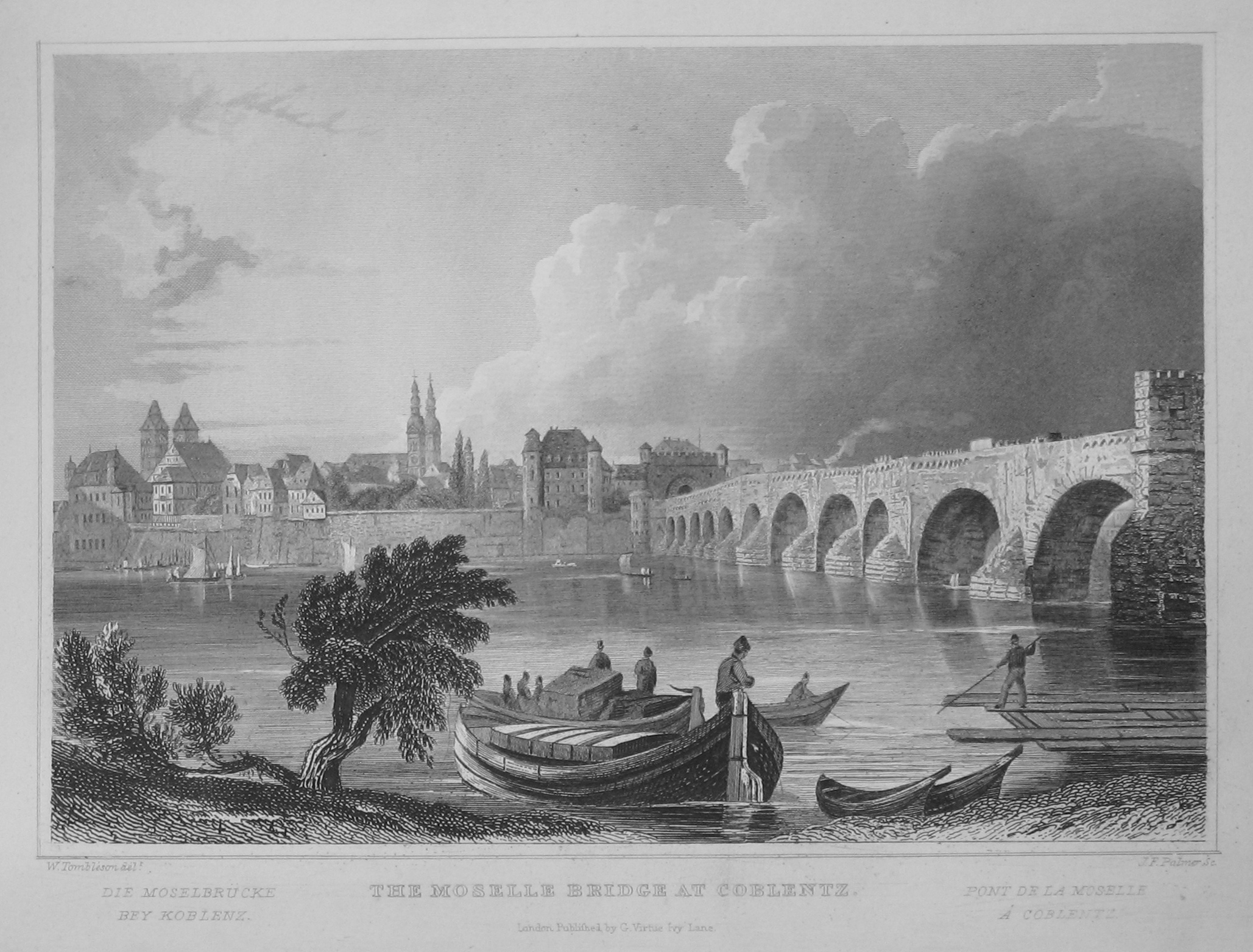
Koblenz, Moselbrücke
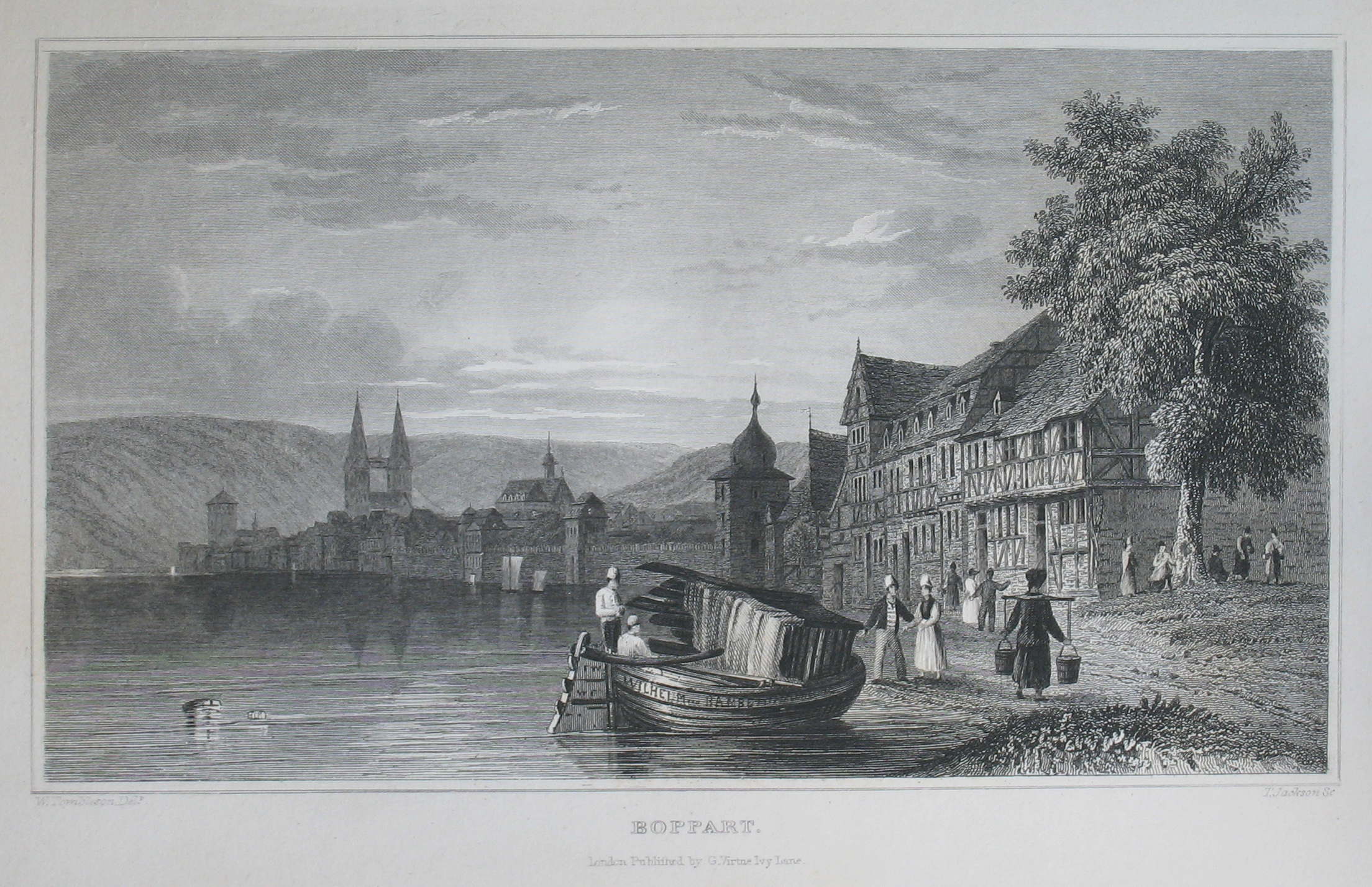
Boppard
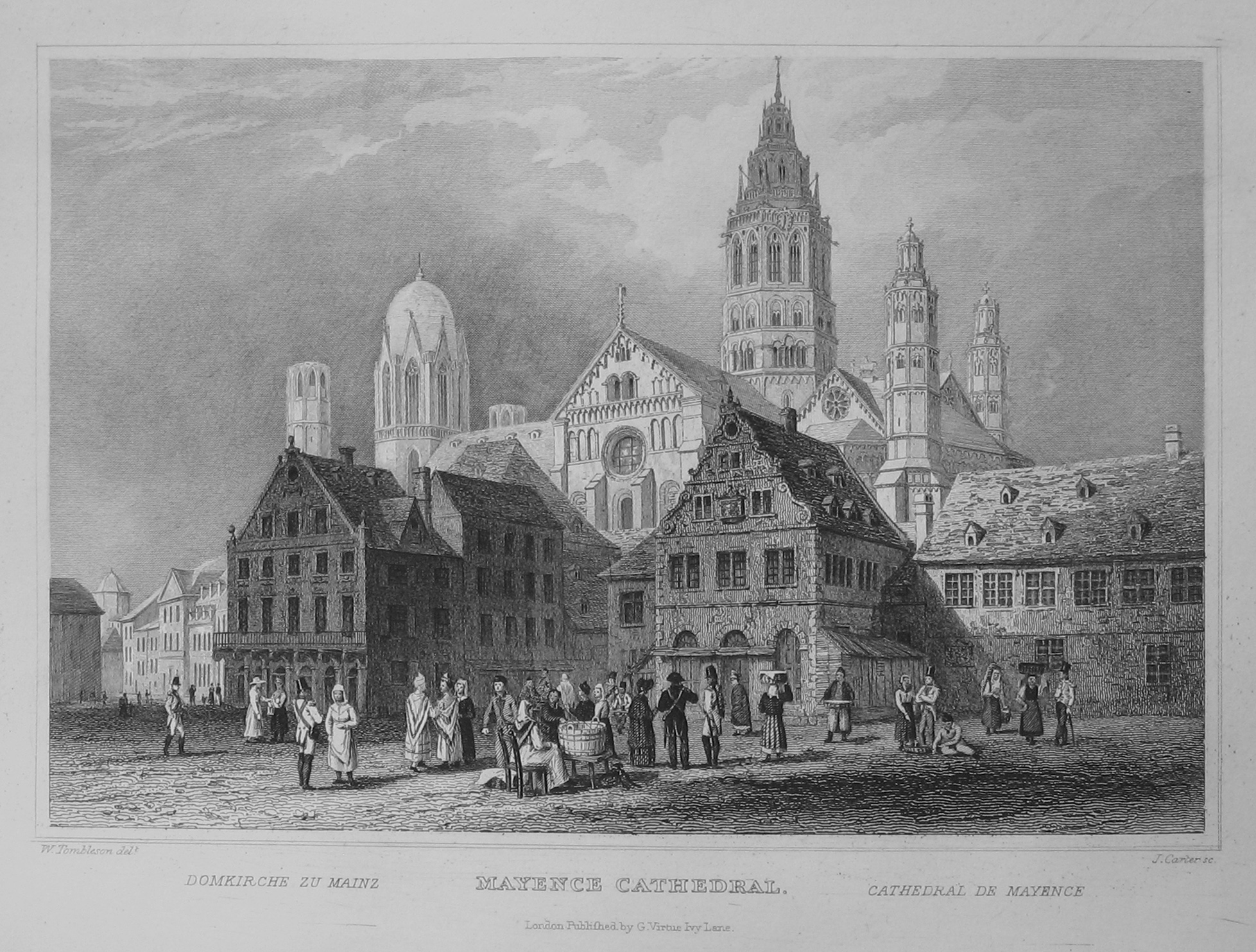
Mainzer Dom